# Richard Brocklesby (médecin)
Pour les articles homonymes, voir Richard Brocklesby et Brocklesby (homonymie).
Richard Brocklesby (1722-1797) est un médecin anglais, précurseur de la musicothérapie.

## Biographie
Richard Brocklesby est né le 11 août 1722 à Minehead,  dans le comté de Somerset.  Il est le seul fils de Richard Brocklesby (mort vers 1763), de Cork, et son épouse, Mary Alloway, de Minehead, Somerset. Il a reçu sa première éducation dans la maison de son père. Ses deux parents étaient des Quakers. Médecin, il est mort le 11 décembre 1797.

## Œuvres
En 1749, il publie Reflections on Ancient and Modern Musick, dans lesquelles il compare leurs effets en vue de leur utilisation thérapeutique contre les troubles mentaux. 
Influencé par la philosophie grecque (Platon) et la physique moderne (Newton),  Brocklesby pense que la musique peut servir de lien  entre le corps et l'esprit. Les cures musicales pourraient réparer leur harmonie intrinsèque, une harmonie qui passe par des esprits animaux véhiculant les passions. Les mouvements et proportions de la musique peuvent régler les passions, en excitant ou en calmant les esprits circulant entre les nerfs et le cerveau .
Il propose donc des remèdes musicaux contre les émotions excessives (peur, joie, tristesse...) et les troubles mentaux reconnus de son époque (délire, folie, mélancolie, manie...). Il pense aussi que la musique pourrait aider les personnes âgés et les femmes enceintes.